# Мукабан (Шарканське сільське поселення)
Мукаба́н (рос. Мукабан) — присілок у складі Шарканському районі Удмуртії, Росія.

## Населення
Населення — 6 осіб (2010; 16 у 2002).
Національний склад станом на 2002:
- удмурти — 94 %

## Урбаноніми[3]
- вулиці — Ключова